# Una dona llarga i prima

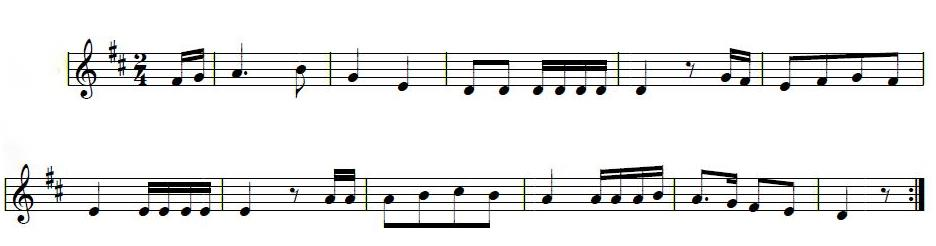
Una dona llarga i prima (partitura).

Una dona llarga i prima és una cançó popular mallorquina d'estructura narrativa. Seguint les diferents estrofes ens explica la història d'aquesta dona llarga i prima, que ven cargols pels carrers d'un poble. Un comprador intenta regatejar el preu, però com que ella no accedeix a fer cap rebaixa, el comprador li llença una maledicció: que quan giri la cantonada li caigui tot el cistell de cargols a terra. I, per a desgràcia de la dona, la maledicció es compleix!
Hi ha versions que simplement acaben aquí l'anècdota. D'altres, però, expliquen que un geperut l'ajuda a aixecar el cistell, encetant una conversa sobre el gep d'aquest. Segons les versions, tornem a trobar aquí diferències. El geperut, molest, respon que el que duu a l'esquena és una vitola (segons l'Alcover-Moll: un motlle de metall per a amidar el calibre dels canons i les bales d'artilleria), i que més li val no fer-la esclatar. En altres versions, més còmiques, el geperut respon que el que duu a l'esquena és una judriola (una guardiola).
La tornada, ara va de bo, és una expressió popular tradicional mallorquina que significa "ara va de debò". Amb aquesta tornada, s'intenta reafirmar la veracitat de la història explicada, ja que l'argument còmic ens porta a sospitar-ne.

## Versions
Com la majoria de les cançons populars, la tradició oral ha fet que existeixin diferents versions del text d'aquesta cançó, segons la procedència de les fonts.
A més de variacions en la lletra, existeixen també diverses versions musicals i harmonitzacions per a diverses agrupacions i veus, com ara les harmonitzacions del compositor mallorquí Baltasar Bibiloni per a cor mixt a cappella i per a una veu amb acompanyament de piano, adient per a ser interpretada per un cor infantil o bé a les escoles de primària.

## Anàlisi de la cançó
- Títol: Una dona llarga i prima
- Primer vers: Una dona llarga i prima ara va de bo
- Autor de la música: Popular (tradicional mallorquina)
- Edat: Cicle Inicial de primària

### Anàlisi rítmica
- Mètrica: binària simple
- Compàs: 2/4 (u/t: negra; u/c: blanca)
- Nombre de compassos: 11.
- Figures rítmiques: negra, corxera, semicorxera i silenci de corxera
- Inici: anacrúsic
- Final: masculí

Cèl·lula rítmica inicial: 

### Anàlisi melòdica
- Intervals ascendents: 2m, 2M i 4J
- Intervals descendents: 2m, 2M, 3m i 3M
- Àmbit: 7a
- Nota més aguda: mi4
- Nota més greu: fa3

### Anàlisi harmònica
- Tonalitat: Fa
- Mode: major
- Alteracions a l'armadura: si bemoll